# Сантијаго Буитраго
Сантијаго Буитраго Санчез (шп. Santiago Buitrago Sánchez; 26. септембар 1999) колумбијски је професионални бициклиста који тренутно вози за UCI ворлд тур тим — Бахреин—викторијус. Остварио је двије етапне побједе на Ђиро д’Италији.
Каријеру је почео 2020. године и возио је своју прву гранд тур трку — Вуелта а Еспању. Године 2021. освојио је брдску класификацију на трци Сетимана чиклистика италијана, док је 2022. завршио Сауди тур на другом мјесту уз једну етапну побједу, а затим је по први пут возио Ђиро д’Италију, гдје је остварио једну етапну побједу и завршио је на 12 мјесту у генералном пласману.
Године 2023. завршио је Сауди тур на трећем мјесту, уз освојену класификацију за најбољег младог возача, након чега је завршио Лијеж—Бастоњ—Лијеж на трећем мјесту. У мају је возио Ђиро д’Италију, гдје је остварио једну етапну побједу и завршио је на 13 мјесту у генералном пласману.